# Szturm na wieś Chalta
Szturm na wieś Chalta (herb. הפשיטה על כפר חלתא, Ha-Pszita al kfar Chalta) – operacja Sił Obronnych Izraela przeprowadzona w nocy z 4 na 5 września 1969 roku podczas wojny na wyczerpanie. Atak żołnierzy kompanii zwiadu Brygady Golani na wieś Chalta w południowo-wschodnim Libanie był odwetem za ostrzał rakietowy na Kirjat Szmonę i Kefar Giladi. Celem operacji było zniszczenie baz palestyńskich bojowników wzdłuż granicy z Izraelem (w tzw. Fatahlandzie) i skłonienie przez to mieszkańców pogranicza do zerwania współpracy z palestyńskimi organizacjami. W trakcie ataku zniszczono zabudowania, które łączono z działalnością oddziałów palestyńskich oraz zabito bojowników. Po stronie izraelskiej zanotowano rannych.   

## Tło wydarzeń

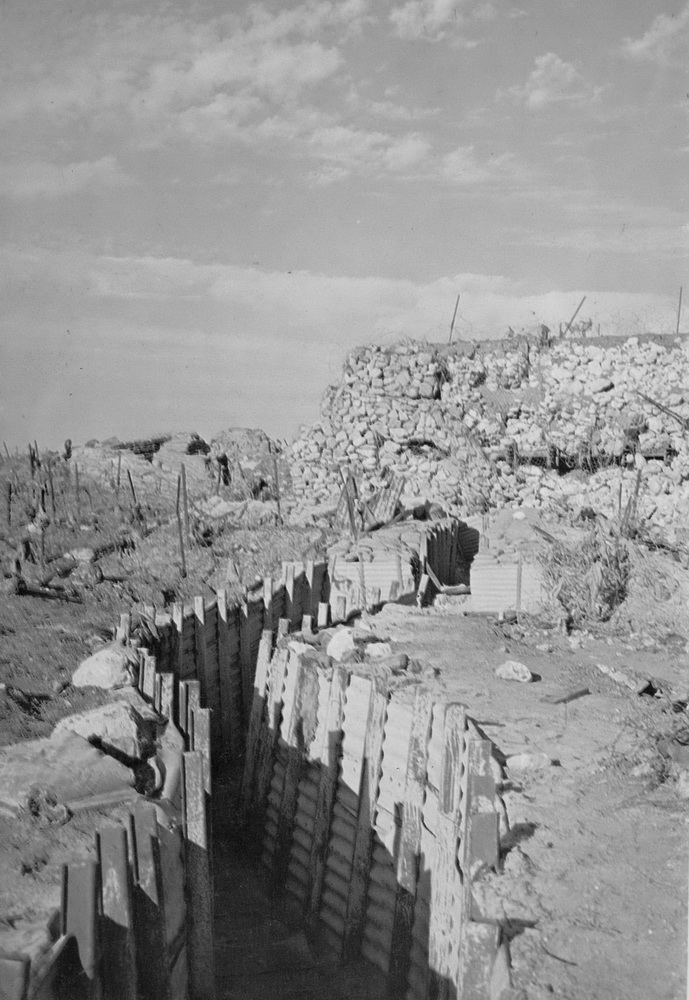
Izraelska linia Bar-Lewa wzdłuż wschodniego wybrzeża Kanału Sueskiego

Koniec wojny sześciodniowej w 1967 roku nie stanowił zakończenia konfliktu arabsko-izraelskiego. Państwa arabskie nie mogły się pogodzić ze zwycięstwem Izraela oraz ze wzrostem jego pozycji w regionie. We wrześniu 1967 roku odbyła się konferencja w Chartumie, na której do głosu doszli zwolennicy prowadzenia zdecydowanej polityki wobec Izraela. Uznali, że nie można prowadzić żadnych negocjacji i rozmów pokojowych z politykami izraelskimi. Egipcjanie nie pogodzili się ze stratą Synaju, a Izrael nie akceptował postanowień Rezolucji Rady Bezpieczeństwa ONZ nr 242 nakazującej mu zwrot zdobytych terytoriów. W wyniku napięć politycznych doszło początkowo do pojedynczych, później regularnych, ostrzałów pozycji jednej i drugiej strony nad Kanałem Sueskim. Toczący się od 1967 do 1970 roku konflikt nazwany został wojną na wyczerpanie. Gamal Abdel Naser wierzył, że przedłużający się zatarg doprowadzi do osłabienia Izraela. W trakcie konfliktu dochodziło do operacji desantowych, naruszeń przestrzeni powietrznych, ostrzałów i wypadów komandosów na tyły wroga. Egipt chciał przez to utrzymać zainteresowanie międzynarodowe sytuacją nad Kanałem Sueskim i zyskać sojuszników. Naser otrzymał szeroką pomoc wojskową ze Związku Radzieckiego. Z kolei Izrael nie chciał pokazać słabości i wycofać się z pozycji na zachodzie Synaju mimo strat wśród żołnierzy stacjonujących na linii Bar-Lewa. Obszar walk w trakcie wojny na wyczerpanie był również poligonem doświadczalnym dla nowego sprzętu amerykańskiego i radzieckiego.

## Preludium

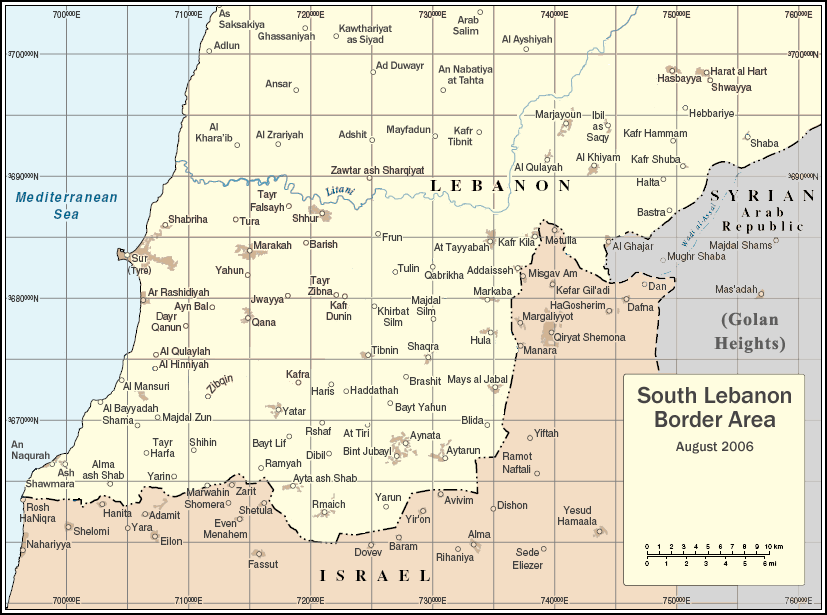
Mapa pogranicza libańsko-izraelskiego. Jego południowo-wschodnia część miała stanowić tzw. Fatahland

2 września 1969 roku o godzinie 08:20 doszło do ostrzału rakietami kal. 240 mm z wyrzutni wzorowanych na radzieckich Katiuszach Kirjat Szmony i Kefar Giladi. W jego wyniku w Kirjat Szmonie zginął dziewięcioletni i dwudziestosześcioletni mieszkańcy, a pięciu zostało rannych. Natomiast w Kefar Giladi ostrzał doprowadził do szkód w infrastrukturze. Cahal podał, iż ostrzału dokonano z obszarów na południe od Mardż Ujun. Na Kirjat Szmonę wystrzelono cztery rakiety, natomiast na Kefar Giladi dwie.
Tego samego dnia, o godzinie 21:00 Izrael rozpoczął ostrzał artyleryjski obszaru znajdującego się 100 km na południe od Bejrutu, na co armia libańska odpowiedziała również artylerią. Wymiana ognia trwała 34 minuty.
Dowództwo Północne zadecydowało, że przeprowadzi serię ataków w rejonie południowo-wschodniego Libanu. Był to obszar, z którego w tamtym czasie nasilały się ataki palestyńskich bojowników. Ponadto Palestyńczycy wykorzystywali bliskość pogranicza libańsko-syryjskiego do transportu uzbrojenia i rekrutowania nowych członków. Dowództwo obawiało się także, że sytuacja na granicy z Libanem może zacząć przypominać granicę z Jordanią, gdzie oddziały OWP przy wsparciu armii jordańskiej dokonywały ataków na cele na Zachodnim Brzegu.

## Operacja

### Przebieg
4 września, w nocy, Izraelczycy wyruszyli zachodnim zboczem pasma gór Antylibanu. Poruszanie się w terenie było utrudnione ze względu na roślinność porastającą stoki przez Chaltą. Przed dotarciem do wsi siły uderzeniowe podzieliły się na dwa oddziały, jeden miał wkroczyć do Chalty od północy, drugi od południa. Przed rozpoczęciem akcji zwiadowcy poinformowali o ruchu we wsi oraz umocnionych stanowiskach ogniowych. Po wkroczeniu do Chalty oddziały przystąpiły do przeszukiwania domów i szukania w nich składów broni i amunicji. W jednym z domów żołnierze zastali mężczyznę z dziećmi na rękach, który nie chciał wykonać żadnych z wydanych poleceń. W tym samym czasie z pomieszczenia obok został rzucony granat, który ranił czterech Izraelczyków. Zaraz po tym mężczyzna trzymający dzieci puścił je i uciekł. Inni bojownicy, zaskoczeni szturmem, również zaczęli uciekać z wioski. Gęsta roślinność i mrok utrudniły Izraelczykom ostrzał uciekających. W trakcie wymiany ognia Izraelczycy wezwali na pomoc śmigłowiec z lekarzem, który od razu ewakuował rannych żołnierzy.
Zaraz po wyeliminowaniu bojowników Izraelczycy nakazali w języku arabskim wszystkim mieszkańcom wioski opuszczenie domów i zgromadzenie się w jednym miejscu we wsi. Według doniesień prasowych mieszkańcy byli przyjaźnie nastawieni do Izraelczyków i dziękowali im za pozbycie się bojowników. W tym czasie inni żołnierze zidentyfikowali domy, w których znajdowały się składy broni i amunicji. W rezultacie wysadzono 12 budynków.
W nocy z 4 na 5 września, w trakcie szturmu na Chaltę Siły Powietrzne Izraela dokonały nalotów na dwie inne wsie, w których znajdowały się bazy bojowników, dokonując poważnych zniszczeń.

### Skutki
W wyniku szturmu na Chaltę rannych zostało czterech Izraelczyków. Zabito pięciu lub sześciu bojowników palestyńskich. Izraelczycy wysadzili 12 domów, w których znaleziono broń i amunicję.
5 września 1969 roku Stały Przedstawiciel Libanu przy ONZ wystosował list do Przewodniczącego Rady Bezpieczeństwa ONZ, w którym przedstawił libańską wersję wydarzeń. Według niego 4 września Izraelczycy wysadzili desant z dwóch śmigłowców Super Frelon. Żołnierze zaatakowali cywili, zabijając jednego i raniąc dwóch. Zniszczone miały zostać trzy domy. O godzinie 02:00 5 września dwadzieścia izraelskich samolotów zbombardowało napalmem Chaltę oraz trzy inne wsie. Jeden z samolotów został zestrzelony przez wojska obrony przeciwlotniczej.